# Xã Lloyd, Quận Dickinson, Iowa
Xã Lloyd (tiếng Anh: Lloyd Township) là một xã thuộc quận Dickinson, tiểu bang Iowa, Hoa Kỳ. Năm 2010, dân số của xã này là 576 người.